# Finale della Coppa dei Campioni araba per club 2023
La finale della 30ª edizione della Coppa dei Campioni araba per club si è disputata il 12 agosto 2023 allo stadio Città dello sport Re Fahd di Ta'if tra gli arabi dell'Al-Nassr e i connazionali dell'Al-Hilal.
La finale è stata vinta dopo i tempi supplementari dall'Al-Nassr con il risultato di 2-1, al primo successo nella competizione. La partita è stata anche il primo incontro, nella medesima competizione, tra le due squadre, in finale.

## Le squadre
| Squadre  | Partecipazioni precedenti (il grassetto indica la vittoria) |
| -------- | ----------------------------------------------------------- |
| Al-Hilal | 4 (1989, 1994, 1995, 2019)                                  |
| Al-Nassr | Nessuna                                                     |

## Antefatti
La finale del 2023 ha visto scontrarsi Al-Hilal e Al-Nassr. Questa è stata la quinta presenza in finale di Coppa dei Campioni araba per club per l'Al-Hilal, dopo la finale del 1989 persa contro il Wydad Casablanca per 1-0, le due finali consecutive vinte nel 1994 e nel 1995, e la finale persa nel 2019 contro l'Étoile du Sahel. Per l'Al-Nassr, invece, è stata la prima apparizione in finale in assoluto in questa competizione.

## Il cammino verso la finale

### Al-Hilal
L'Al-Hilal di Jorge Jesus comincia il suo percorso dalla fase a gironi, dove viene inserito nel gruppo B insieme ad Al-Sadd, Wydad Casablanca e Al-Ahly Tripoli. Nell'incontro d'esordio, gli arabi pareggiano 0-0 con l'Al-Ahly Tripoli.Nel secondo incontro, l'Al-Hilal subisce una sconfitta contro i connazionali dell'Al-Sadd per 2-3. Complice anche il pareggio tra Wydad Casablanca e Al-Ahly Tripoli, l'Al-Hilal si ritrova ultimo in classifica con un solo punto. Nell'ultima sfida del girone, tuttavia, gli arabi sfidano proprio il Wydad Casablanca, imponendosi per 2-1 e salendo a quota quattro punti. La vittoria gli permette di passare il girone da secondo in classifica, sotto l'Al-Sadd.
Per via del sorteggio, ai quarti di finale, l'Al-Hilal si ritrova contro i connazionali arabi dell'Al-Ittihad, che eliminano con il risultato di 3-1. Nelle semifinali, l'Al-Hilal affronta ancora un'altra squadra araba: l'Al-Shabab, e, anche questa volta, come ai quarti di finale, vince per 3-1, conquistando così la sua quinta finale nella storia della competizione.

### Al-Nassr
L'Al-Nassr di Luís Castro viene inserita nel gruppo C insieme ad Al-Shabab, Zamalek e Monastir. Nella partita di debutto, gli arabi pareggiano 0-0 con i connazionali dell'Al Shabab, prima di battere in trasferta il Monastir con il risultato di 4-1; nell'ultima sfida contro lo Zamalek, l'Al-Nassr non riesce a imporsi, terminando la partita sul punteggio di 1-1. Nonostante i due pareggi, l'assenza di sconfitte e la vittoria contro il Monastir permettono all'Al-Nassr di superare il girone con cinque punti da seconda della classe, sotto i connazionali dell'Al-Shabab. Ai quarti di finale l'Al-Nassr viene sorteggiata con i marocchini del Raja Casablanca, eliminati con il risultato di 3-1.  Nelle semifinali l'Al-Nassr elimina gli iracheni dell'Al-Shorta, vincendo di misura per 1-0, grazie a una rete realizzata su rigore da Cristiano Ronaldo. I Giallo-Blu raggiungono così la loro prima finale della Coppa dei Campioni araba per club della propria storia.

### Tabella riassuntiva del percorso
Note: In ogni risultato sottostante, il punteggio della finalista è menzionato per primo.
| Squadra          | Pt | G |
| ---------------- | -- | - |
| Al-Sadd          | 7  | 3 |
| Al-Hilal         | 4  | 3 |
| Wydad Casablanca | 2  | 3 |
| Al-Ahly Tripoli  | 2  | 3 |

| Squadra   | Pt | G |
| --------- | -- | - |
| Al-Shabab | 7  | 3 |
| Al-Nassr  | 5  | 3 |
| Zamalek   | 4  | 3 |
| Monastir  | 0  | 3 |

## Contesto
Allo stadio Città dello sport Re Fahd di Ta'if va in scena la finale tra Al-Hilal, alla quinta apparizione nell'atto conclusivo della competizione dopo la l'ultima finale persa nel 2019, e Al-Nassr, alla sua prima finale della competizione nella sua storia. L'allenatore dell'Al-Hilal Jorge Jesus schiera la squadra col 4-2-3-1: davanti al portiere Al-Owais, il quartetto di difensori da sinistra a destra è composto da Al-Shahrani, Al-Bulaihi, Koulibaly e Abdulhamid. In mediana, Ruben Neves è affiancato da Kanno, mentre sulle fasce d'attacco sono schierati Al-Dawsari e Michael, rispettivamente a sinistra e a destra di Milinković-Savić, posizionato trequartista dietro alla punta Malcom.

Il tecnico dell'Al Nassr Luís Castro opta anche lui per il 4-2-3-1: davanti al portiere Al-Aqidi, il quartetto di difensori è formato da Telles, Al-Amri, Lajami e Al-Ghanam. A centrocampo sono posizionati Al-Khaibari e Fofana. Più avanti, in attacco, è schierato il trio composto da Mané, Brozović e Talisca, a supportare il capitano Cristiano Ronaldo, inserito come punta.

## La partita
Nei primi dieci minuti del primo tempo l'Al-Hilal sembra giocarsela bene con gli avversari. Tuttavia, con lo scorrere dei minuti, l'Al-Nassr comincia a imporre il suo gioco e a mantenere un ottimo possesso palla fuori dalla propria metà campo, creando diverse occasioni con i suoi attaccanti. Verso la metà del primo tempo Cristiano Ronaldo appoggia la palla per Mané, che crossa al centro dell'area di rigore pescando il colpo di testa di Brozović, che va molto vicino al vantaggio, fermato solo da una grande parata del portiere avversario Al-Owais. Il primo tempo termina con l'Al Nassr che ha schiacciato per gran parte della partita gli avversari, andati difficoltà in molti momenti. La seconda frazione di gara sembra riprendere il ritmo della prima, con l'Al Nassr in possesso del gioco. Al' 51', però, l'Al-Hilal riparte e il pallone finisce tra i piedi di Malcom, che crossa la palla al centro dell'area di rigore avversaria, trovando il colpo di testa vincente di Michael, che sigla così la momentanea rete del vantaggio per l'Al Hilal. L'Al Nassr, dopo il gol subito, comincia ad andare in difficoltà e al 71' il difensore Al-Amri si getta in scivolata sull'attaccante avversario, commettendo un fallo che gli costa il secondo cartellino giallo, e quindi l'espulsione dalla gara. Nonostante, l'Al Nassr fosse rimasto in dieci uomini, pochi minuti dopo, al 74', Al-Ghanam passa la palla al centro a Cristiano Ronaldo, che a un metro dalla porta non fallisce e sigla il gol del pareggio. Verso la fine della partita, Ronaldo viene lanciato solo davanti alla porta avversaria e con un sinistro rasoterra batte il portiere e segna illudendo la squadra, poiché il gol viene subito annullato data la sua posizione irregolare. Il secondo tempo termina quindi 1-1, portando la partita ai supplementari. Al 98' Fofana calcia forte col destro verso la porta avversaria, prendendo in pieno la traversa, ma trovando sulla respinta un prontissimo Cristiano Ronaldo, che sigla la rete definita del 2-1, portando in vantaggio la sua squadra e realizzando una doppietta personale. La gara termina così, con l'Al-Nassr che festeggia il suo primo titolo della Coppa dei Campioni araba per club, e con l'Al-Hilal sconfitto, alla sua terza finale persa.

## Tabellino
| Arbitro: | Redouane Jiyed |

|             |           |                     |
| Michael 51’ | Marcatori | 78’, 98’ C. Ronaldo |

| Al-Hilal | Al-Nassr |

| P           | 21 | Mohammed Al-Owais       |     |        |
| D           | 66 | Saud Abdulhamid         |     |        |
| D           | 3  | Kalidou Koulibaly       | 43’ | 83’    |
| D           | 5  | Ali Al-Bulaihi          | 43’ |        |
| D           | 12 | Yasser Al-Shahrani      |     | 83’    |
| C           | 28 | Mohamed Kanno           |     | 105+1’ |
| C           | 8  | Rúben Neves             |     | 105+1’ |
| C           | 96 | Michael                 |     | 91’    |
| C           | 22 | Sergej Milinković-Savić |     |        |
| C           | 29 | Salem Al-Dawsari        |     |        |
| A           | 77 | Malcom                  |     | 105+1’ |
| Sostituti:  |    |                         |     |        |
| P           | 31 | Habib Al-Wutaian        |     |        |
| D           | 2  | Mohammed Al-Breik       |     | 83’    |
| D           | 67 | Mohammed Al-Khaibari    |     |        |
| D           | 70 | Mohammed Jahfali        |     | 83’    |
| D           | 88 | Hamad Al-Yami           |     |        |
| C           | 16 | Nasser Al-Dawsari       |     |        |
| C           | 43 | Musab Al-Juwayr         |     | 105+1’ |
| C           | 56 | Mohammed Al-Qahtani     |     |        |
| A           | 14 | Abdullah Al-Hamdan      |     | 91’    |
| A           | 19 | André Carrillo          |     | 105+1’ |
| A           | 49 | Abdullah Radif          |     | 105+1’ |
| Allenatore: |    |                         |     |        |
| Jorge Jesus |    |                         |     |        |

| P           | 44          | Nawaf Al-Aqidi          |      |        |
| D           | 15          | Alex Telles             |      |        |
| D           | 5           | Abdulelah Al-Amri       | 71’  |        |
| D           | 78          | Ali Lajami              |      | 79’    |
| D           | 2           | Sultan Al-Ghanam        | 43’  |        |
| C           | 17          | Abdullah Al-Khaibari    |      | 80’    |
| C           | 6           | Seko Fofana             |      |        |
| C           | 10          | Sadio Mané              | 48’  | 120’   |
| C           | 77          | Marcelo Brozović        | 32’  | 120+2’ |
| C           | 94          | Talisca                 |      | 91’    |
| A           | 7           | Cristiano Ronaldo       |      | 115’   |
| Sostituti:  |             |                         |      |        |
| P           | 1           | Amin Al-Bukhari         |      |        |
| D           | 4           | Mohammed Al-Fatil       |      | 79’    |
| D           | 12          | Nawaf Boushal           | 78’  |        |
| D           | 13          | Ghislain Konan          | 110’ | 80’    |
| C           | 8           | Abdulmajeed Al-Sulayhem | 118’ | 120+2’ |
| C           | 14          | Sami Al-Najei           |      |        |
| C           | 19          | Ali Al-Hassan           |      | 115’   |
| C           | 21          | Mukhtar Ali             |      |        |
| C           | 46          | Abdulaziz Al-Aliwa      |      | 120’   |
| A           | 11          | Khalid Al-Ghannam       |      |        |
| A           | 18          | Abdulfattah Adam        |      |        |
| A           | 29          | Abdulrahman Ghareeb     |      | 91’    |
| Allenatore: |             |                         |      |        |
| Luís Castro | Luís Castro | Luís Castro             | 103’ |        |

| Assistenti arbitrali: Lahcen Azgaou (Marocco) Mustapha Akerkad (Marocco) Quarto ufficiale: Mahmoud El Banna (Egitto) VAR: Samir Guezzaz (Marocco) Assistente al VAR: Mokrane Gourari (Algeria) | Regole dell'incontro - due tempi regolamentari da 45 minuti ciascuno; - due tempi supplementari da 15 minuti ciascuno in caso di parità; - tiri di rigore in caso di ulteriore parità; inizialmente cinque per squadra, e a oltranza fino a spareggio in caso di ulteriore parità; - numero massimo di 23 giocatori per squadra a referto (11 in campo e 12 come potenziali sostituti); - cinque sostituzioni permesse nei tempi regolamentari; una sesta permessa nei tempi supplementari. |